# Les chétifs
Les chétifs (español, Los cautivos  es un cantar de gesta francés del ciclo de la cruzada. La canción narra las aventuras y hazañas de tres cautivos de la derrota de la batalla de Civitot, fin de la cruzada de Pedro el Ermitaño, hasta que logran ser puestos en libertad. Está escrita en laisses de versos alejandrinos y se conserva en varios manuscritos cíclicos.

## Argumento
Diversos caballeros cristianos, cautivos desde la batalla de Civetot, ayudan a su captor, Corbarán, a defenderse ante el sultán que le acusa de cobardía, a pesar de la victoria en la batalla, y de la muerte de su hijo durante el combate. Richard de Caumont luchará contra dos gigantes turcos en un combate judicial; Baudouin de Beauvais luchará contra un dragón endemoniado, llamado Sathanas; y Harpin de Bourges contra varios animales salvajes (una hiena, unos leones, etc.). Por último conseguirán ser liberados.
De estos personajes, sólo Harpin de Bourges está bien documentado históricamente.

### Edición
- The Old French Crusade Cycle, 5: Las Chétifs, editado por Geoffrey M. Myers, Tuscaloosa / Londres, University of Alabama Press, 1981, 371 p.

### Estudios
- Geoffrey M. Myers, "Las Chétifs. Étude sur le desarrollo de la chanson", Rumania 417 (1984), pp. 63-87 En línea
- Isabelle Weill, "Chétifs" a Dictionnaire de las lettres françaises: le Moyen Âge, éd. Geneviève Hasenohr y Michel Zink, Paris, Fayard (La Pochothèque), 1994 p. 261
- Martí de Riquer, Los cantares de gesta francesas, Barcelona, Ariel, 2009 [traducción a partir de la versión ampliada francesa], ISBN 9788424936150, p. 314-315